# Hugo Nys
Hugo Nys (Évian-les-Bains, 16 febbraio 1991) è un tennista francese naturalizzato monegasco.
Ha conseguito i migliori risultati in doppio, specialità nella quale ha perso la finale agli Australian Open 2023 in coppia con Jan Zieliński, ha vinto 7 titoli nel circuito ATP, tra cui gli Internazionali d'Italia 2023, e diversi altri nei circuiti minori. Il suo miglior ranking ATP è stato il 12º posto raggiunto nel giugno 2023. Ha esordito nella squadra monegasca di Coppa Davis nel 2019.

## Statistiche
Aggiornate al 26 maggio 2024.

### Doppio

#### Vittorie (7)
| Legenda              |
| Grande Slam (0)      |
| ATP Finals (0)       |
| ATP Masters 1000 (1) |
| ATP Tour 500 (1)     |
| ATP Tour 250 (5)     |

| N. | Data              | Torneo                                     | Superficie  | Compagno       | Avversari in finale                 | Punteggio         |
| 1. | 3 agosto 2019     | Los Cabos Open, Los Cabos                  | Cemento     | Romain Arneodo | Dominic Inglot Austin Krajicek      | 7-5, 5-7, [16-14] |
| 2. | 2 maggio 2021     | Estoril Open, Cascais                      | Terra rossa | Tim Pütz       | Luke Bambridge Dominic Inglot       | 7-5, 3-6, [10-3]  |
| 3. | 23 maggio 2021    | Open Parc Auvergne-Rhône-Alpes Lyon, Lione | Terra rossa | Tim Pütz       | Pierre-Hugues Herbert Nicolas Mahut | 6-4, 5-7, [10-8]  |
| 4. | 25 settembre 2022 | Moselle Open, Metz                         | Cemento (i) | Jan Zieliński  | Lloyd Glasspool Harri Heliövaara    | 7-6(5), 6-4       |
| 5. | 21 maggio 2023    | Internazionali d'Italia, Roma              | Terra rossa | Jan Zieliński  | Robin Haase Botic van de Zandschulp | 7-5, 6-1          |
| 6. | 11 novembre 2023  | Moselle Open, Metz (2)                     | Cemento (i) | Jan Zieliński  | Constantin Frantzen Hendrik Jebens  | 6–4, 6–4          |
| 7. | 2 marzo 2024      | Abierto Mexicano de Tenis, Acapulco        | Cemento     | Jan Zieliński  | Santiago González Neal Skupski      | 6-3, 6-2          |

#### Finali perse (8)
| Legenda              |
| Grande Slam (1)      |
| ATP Finals (0)       |
| ATP Masters 1000 (0) |
| ATP Tour 500 (2)     |
| ATP Tour 250 (5)     |

| N. | Data              | Torneo                               | Superficie  | Compagno               | Avversari in finale                      | Punteggio              |
| 1. | 10 febbraio 2018  | Open Sud de France, Montpellier      | Cemento (i) | Ben McLachlan          | Ken Skupski Neal Skupski                 | 6(2)-7, 4-6            |
| 2. | 26 settembre 2021 | Moselle Open, Metz                   | Cemento (i) | Arthur Rinderknech     | Hubert Hurkacz Jan Zieliński             | 5-7, 3-6               |
| 3. | 31 ottobre 2021   | St. Petersburg Open, San Pietroburgo | Cemento (i) | Andrej Golubev         | Jamie Murray Bruno Soares                | 3-6, 4-6               |
| 4. | 27 agosto 2022    | Winston-Salem Open, Winston-Salem    | Cemento     | Jan Zieliński          | Matthew Ebden Jamie Murray               | 4-6, 2-6               |
| 5. | 29 gennaio 2023   | Australian Open, Melbourne           | Cemento     | Jan Zieliński          | Rinky Hijikata Jason Kubler              | 4-6, 6(4)-7            |
| 6. | 29 ottobre 2023   | Swiss Indoors, Basilea               | Cemento (i) | Jan Zieliński          | Santiago González Édouard Roger-Vasselin | 7-6(8), 6(3)-7, [1–10] |
| 7. | 21 aprile 2024    | Barcelona Open, Barcellona           | Terra rossa | Jan Zieliński          | Máximo González Andrés Molteni           | 6-4, 4-6, [9–11]       |
| 8. | 5 aprile 2025     | Grand Prix Hassan II, Marrakech      | Terra rossa | Édouard Roger-Vasselin | Patrik Rikl Petr Nouza                   | 3-6, 4-6               |

## Risultati in progressione
| Sigla | Risultato               |
| ----- | ----------------------- |
| V     | Vincitore               |
| F     | Finalista               |
| SF    | Semifinalista           |
| O     | Oro olimpico            |
| A     | Argento olimpico        |
| SF    | Bronzo olimpico         |
| QF    | Quarti di Finale        |
| 4T    | Quarto turno            |
| 3T    | Terzo turno             |
| 2T    | Secondo turno           |
| 1T    | Primo turno             |
| RR    | Round Robin             |
| LQ    | Turno di qualificazione |
| A     | Assente                 |
| ND    | Non disputato           |

| Legenda superfici    |
| -------------------- |
| Cemento              |
| Terra battuta        |
| Erba                 |
| Superficie variabile |

### Singolare
Nessuna partecipazione

### Doppio
| Tornei Grande Slam         |               |               |     |               |               |               |               |     |               |               |       |
| Australian Open, Melbourne | A             | A             | A   | A             | 2T            | 1T            | 3T            | 1T  | 1T            | F             | 8-6   |
| Open di Francia, Parigi    | 1T            | A             | A   | 1T            | 2T            | A             | 2T            | QF  | 3T            |               | 7-6   |
| Wimbledon, Londra          | A             | A             | A   | 3T            | 1T            | 2T            | ND            | 1T  | 2T            |               | 4-5   |
| US Open, New York          | A             | A             | A   | A             | 1T            | 1T            | A             | 1T  | QF            |               | 4-4   |
| Vittorie-Sconfitte         | 0-1           | 0-0           | 0-0 | 2-2           | 2-4           | 1-3           | 3-2           | 4-4 | 6-4           | 5-1           | 23-21 |
| Giochi Olimpici            |               |               |     |               |               |               |               |     |               |               |       |
| Giochi Olimpici            | Non disputati | Non disputati | A   | Non disputati | Non disputati | Non disputati | Non disputati | A   | Non disputati | Non disputati | 0-0   |
| Vittorie-Sconfitte         | Non disputati | Non disputati | 0-0 | Non disputati | Non disputati | Non disputati | Non disputati | 0-0 | Non disputati | Non disputati | 0-0   |

### Doppio misto
Aggiornato a fine 2020.
| Tornei Grande Slam         |               |               |     |               |               |               |               |     |
| Australian Open, Melbourne | A             | A             | A   | A             | A             | A             | A             | 0-0 |
| Open di Francia, Parigi    | A             | A             | A   | A             | A             | A             | A             | 0-0 |
| Wimbledon, Londra          | A             | A             | A   | A             | 1T            | A             | ND            | 0-1 |
| US Open, New York          | A             | A             | A   | A             | A             | A             | A             | 0-0 |
| Vittorie-Sconfitte         | 0-0           | 0-0           | 0-0 | 0-0           | 0-1           | 0-0           | 0-0           | 0-1 |
| Giochi Olimpici            |               |               |     |               |               |               |               |     |
| Giochi Olimpici            | Non disputati | Non disputati | A   | Non disputati | Non disputati | Non disputati | Non disputati | 0-0 |
| Vittorie-Sconfitte         | Non disputati | Non disputati | 0-0 | Non disputati | Non disputati | Non disputati | Non disputati | 0-0 |